# Lijst van wapens van Joegoslavische deelgebieden

Wapen van Joegoslavië, 1963-1994

Dit artikel bevat een lijst van wapens van Joegoslavische deelgebieden. Joegoslavië was van 1918 tot 1945 een koninkrijk. In 1945 werd het land een communistische federatie, de Socialistische Federale Republiek Joegoslavië, bestaande uit zes deelstaten (Republieken). De wapens werden door deze republieken zelf vastgesteld.
De wapens van de Joegoslavische deelstaten waren als volgt:
| SR Bosnië en Herzegovina | SR Kroatië  | SR Macedonië |
| SR Montenegro            | SR Slovenië | SR Servië    |

De wapens bevatten historische, aan de betreffende deelstaten gelinkte symboliek, zoals de traditionele Kroatische en Servische symbolen en de Sloveense berg Triglav. Waar men de oude symbolen ongepast vond, zoals het Servisch kruis, de Bosnische halve maan, de Montenegrijnse koninklijke adelaar en de Macedonische leeuw, werden zij weggelaten en werden er nieuwe nationale symbolen toegevoegd.
De wapens van alle zes deelstaten waren in de stijl van de socialistische heraldiek. Net als het Joegoslavische wapen toonden zij allen een rode ster.
Noord-Macedonië is de enige ex-Joegoslavische deelrepubliek die het wapen uit de Joegoslavische tijd nog ongewijzigd in gebruik heeft.